# Вранићи код Пореча
Вранићи код Пореча (итал. Vranni) је до 2001 је било насељено место у унутрашњости Истарске жупаније у Републици Хрватској. Административно је било у саставу Града Пореча.
Године 2001. је припојено насељу Пореч.

## Становништво
Према задњем попису становништва из 2001. године у насељу Вранићи код Пореча није било становника. Кретање броја становника по пописима 1857—2001.
| Националност   | 1857. | 1869. | 1880. | 1890. | 1900. | 1910. | 1921. | 1931. | 1948. | 1953. | 1961. | 1971. | 1981. | 1991. | 2001. |
| бр. становника | 0     | 0     | 31    | 41    | 63    | 58    | 0     | 0     | 48    | 37    | 21    | 19    | 73    | 191   | 0     |

Напомена:У 1857, 1869, 1921. и 1931. подаци су садржани у насељу Вели Мај. У 1880. и 1890. означено као део насеља. У 2001. припојено насељу Пореч. 